# American Utopia (Dokumentarfilm)
American Utopia ist ein Dokumentarfilm von Spike Lee, der im September 2020 als Eröffnungsfilm des Toronto Film Festivals seine Premiere feierte. Es handelt sich um eine Aufnahme der gleichnamigen Broadway-Produktion des britisch-US-amerikanischen Musikers David Byrne. Im Rahmen der Grammy Awards 2022 wurde American Utopia als bester Music Film  nominiert.

## Produktion

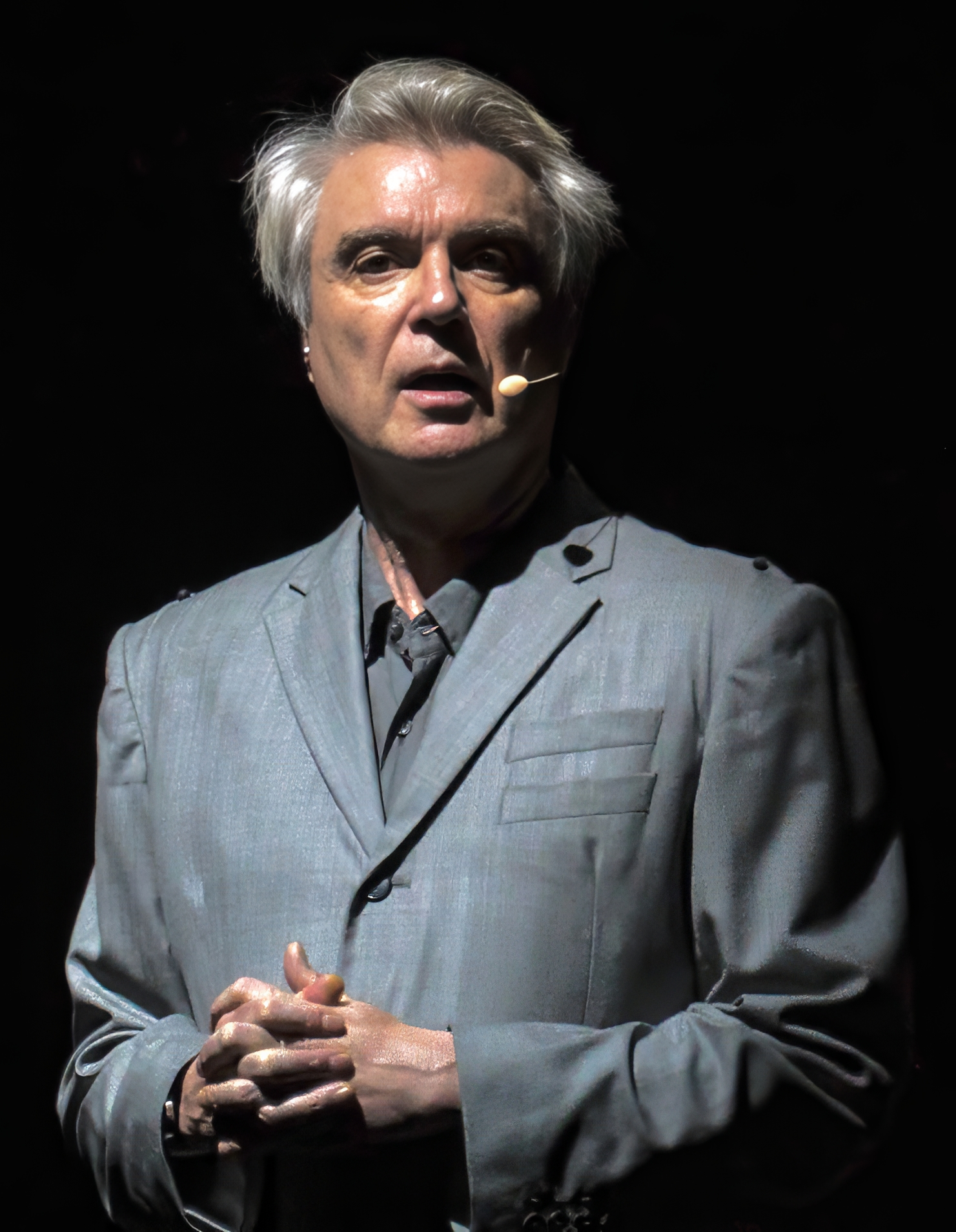
David Byrne

Es handelt sich bei American Utopia um eine Aufzeichnung der gleichnamigen Broadway-Produktion. Regie führte hierbei Spike Lee.
Für die Bühnenshow hat sich der Musiker David Byrne, ehemaliger Frontmann der Talking Heads, mit 11 Musikern aus der ganzen Welt zusammengetan, um auf soziale und politische Themen aufmerksam zu machen und gleichzeitig das Miteinander des Publikums in dunklen Zeiten zu fördern. Sie wurde von Oktober 2019 bis Februar 2020 im Hudson Theatre am Broadway gezeigt.
Die Show beinhaltet Lieder, die Byrne als eigenständiger Musiker schrieb, insbesondere für sein siebtes Studioalbum American Utopia, und bekannte Musikstücke der Talking Heads, aber auch Janelle Monáes Hell You Talmbout. Im Rahmen der Grammy Awards 2021 erhielt die Aufnahme eine Nominierung in der Kategorie Best Musical Theater Album.
Eine erste Vorstellung erfolgte am 10. September 2020, wo er als Eröffnungsfilm des Toronto Film Festivals gezeigt wurde. Im Oktober 2020 soll er beim London Film Festival gezeigt werden.
Im Herbst 2020 wurde er in das Programm von HBO aufgenommen. Der Film wurde auch im Juli 2021 im Rahmen der Internationalen Filmfestspiele in Cannes vorgestellt, bei denen Lee als Jurypräsident fungierte.

## Rezeption

### Kritiken
Der Film konnte bislang 97 Prozent aller Kritiker bei Rotten Tomatoes überzeugen und erreichte hierbei eine durchschnittliche Bewertung von 8,6 der möglichen 10 Punkte. Auf Metacritic erhielt er einen Metascore von 93 von 100 möglichen Punkten.

### Auszeichnungen (Auswahl)
Creative Arts Emmy Awards 2021
- Auszeichnung für das Beste Sound Mixing – Variety, Nonfiction or Reality (Paul Hsu, Michael Lonsdale und Pete Keppler)[9]

Florida Film Critics Circle Awards 2020
- Nominierung als Bester Dokumentarfilm[10]

Grammy Awards 2022
- Nominierung als Best Music Film